# Seiche commune
Sepia officinalis
Espèce
Statut de conservation UICN

 LC  : Préoccupation mineure
La Seiche commune (Sepia officinalis) est une espèce de mollusques céphalopodes.
Longue de 20 à 30 cm (bras compris), elle possède un flotteur interne (appelé "l'os de seiche" qui est doué "d'un rostre" c'est une coquille qui est devenu interne au fil de l'évolution et qui n'a rien d'un os) qui joue aussi un rôle d'endosquelette et peut-être de réserve minérale. Sa tête porte des bras courts munis de ventouses, ainsi que deux grands tentacules et deux très gros yeux.
Les jeunes sont appelés seichons. Il n'y a pas de stade larvaire comme chez le poulpe, les seichons sont des modèles réduits de l'adulte au sortir de l'œuf. Ils grandissent et se nourrissent dans l'œuf qui est alors recouvert d'une « peau » transparente. La seiche est dotée comme tous les céphalopodes d'un œil inhabituellement grand et complexe chez les invertébrés, qui lui offre une vision sophistiquée. Elle est de plus dotée d'une ligne latérale, qui comme chez le poisson, lui apporte des informations complémentaires sur son environnement, en tant que prédatrice, mais aussi en tant que proie. Douée de mimétisme, elle peut changer de couleur grâce aux chromatophores de sa peau, qui sont gouvernés par le cerveau. Comme le poulpe, grâce à ses bras elle peut saisir et manipuler des objets.
Elle projette un liquide noir, appelé sépia par un organe spécifique : l'entonnoir, qui débouche dans la cavité palléale. Ce liquide, aussi appelé « encre » ou « noir de seiche » lui permet de se dissimuler pour prendre la fuite.
Son cerveau est − par rapport à celui d'autres invertébrés − très développé. La seiche fait partie des espèces qui comme les mammifères et les oiseaux, ont développé d'importantes capacités d'apprentissage par observation et de mémorisation. Elle est capable de trouver des solutions à des problèmes. La seiche est un animal sentient.

## Caractéristiques

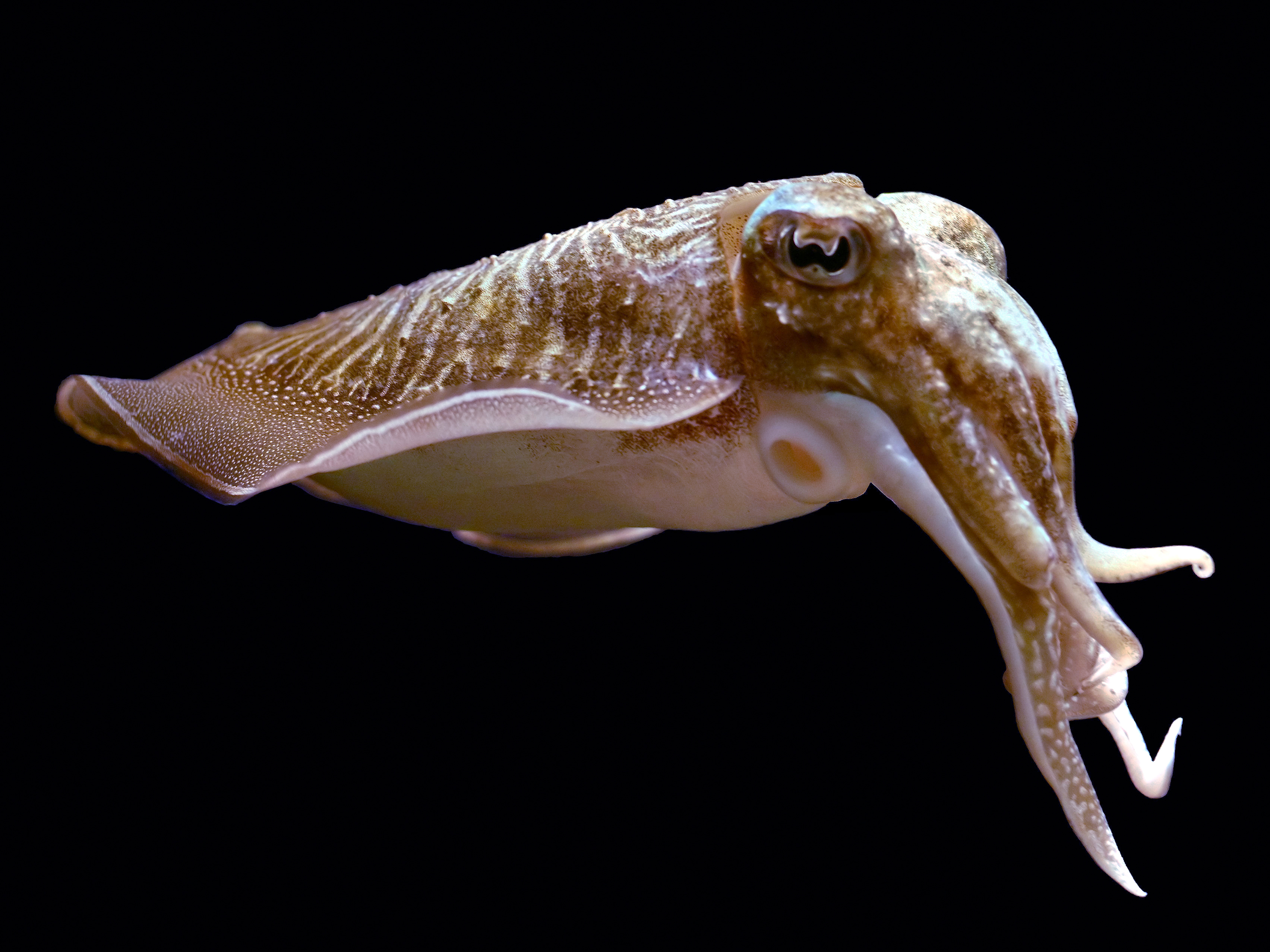
Seiche commune.

D'une longueur du corps de 15 cm (mâle) à 30 cm (femelle) en moyenne, la seiche commune peut atteindre 45 cm environ avec les bras (DORIS (11 avril 2016)).
Elles ont une silhouette très aplatie et allongée (ce qui les différencie notamment des poulpes), de forme ovale quand les bras sont allongés et parallèles. Ces bras sont au nombre de huit, auxquels s'ajoutent deux tentacules, plus longs, et dissimulés au repos. Le ventre est toujours blanc, mais le dos est marbré de plusieurs couleurs qui imitent le substrat, et qui peuvent changer, ainsi que de texture. Les yeux sont situés sur chaque côté de la tête, avec une pupille complexe en forme de W. Tout le pourtour du manteau est bordé d'une nageoire continue et ondulante (DORIS (11 avril 2016)).

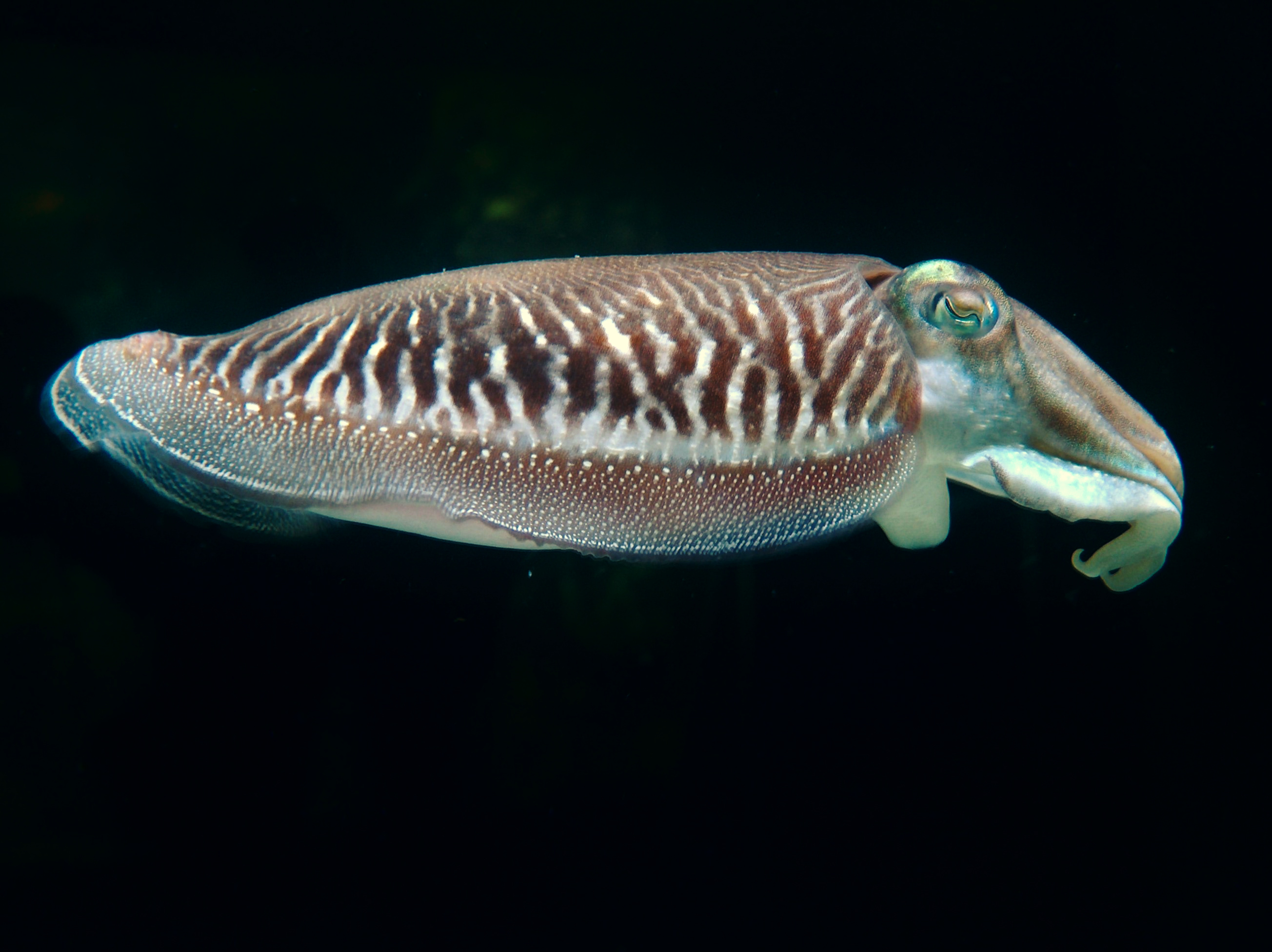
Profil.
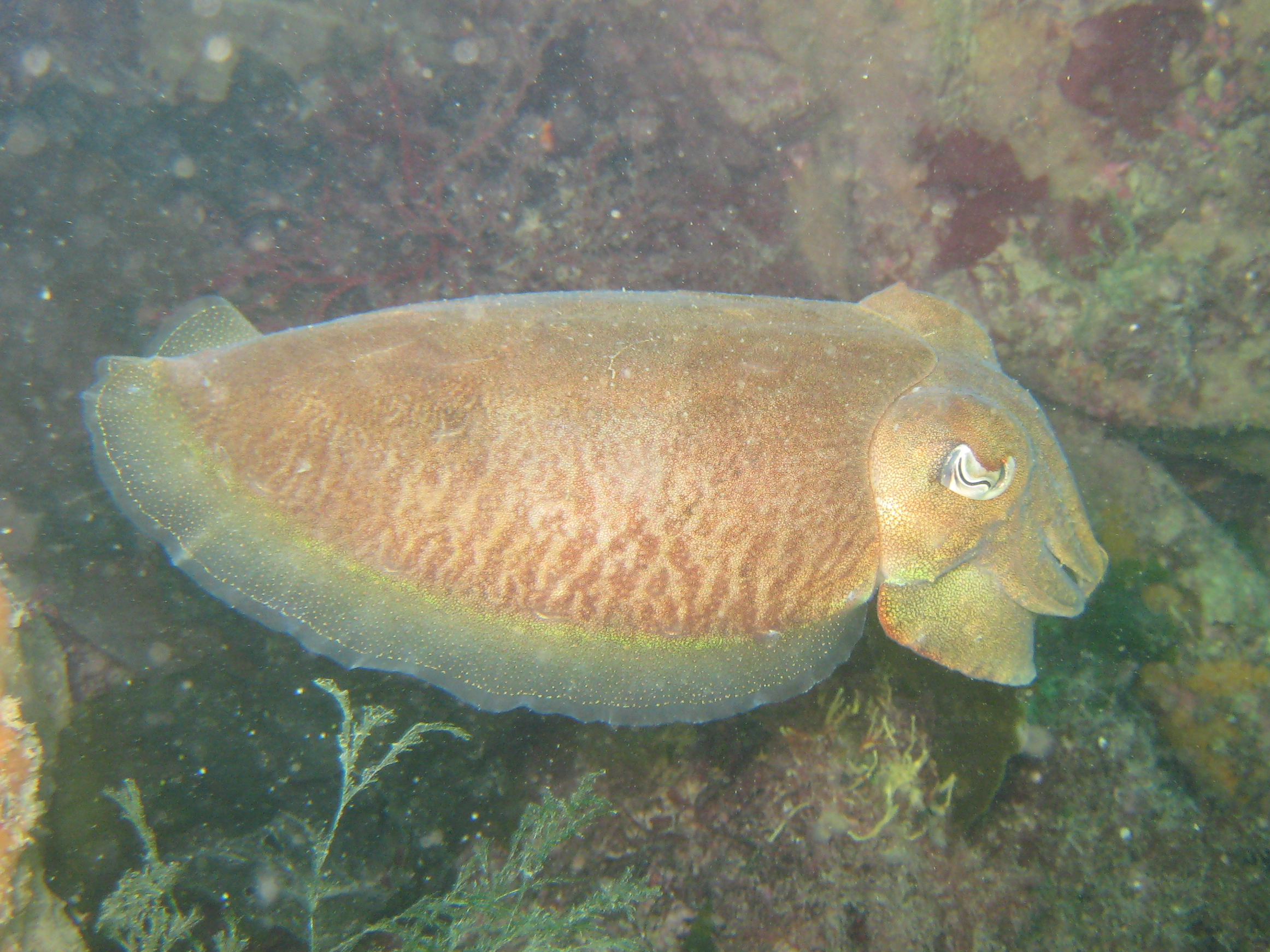
De dos.
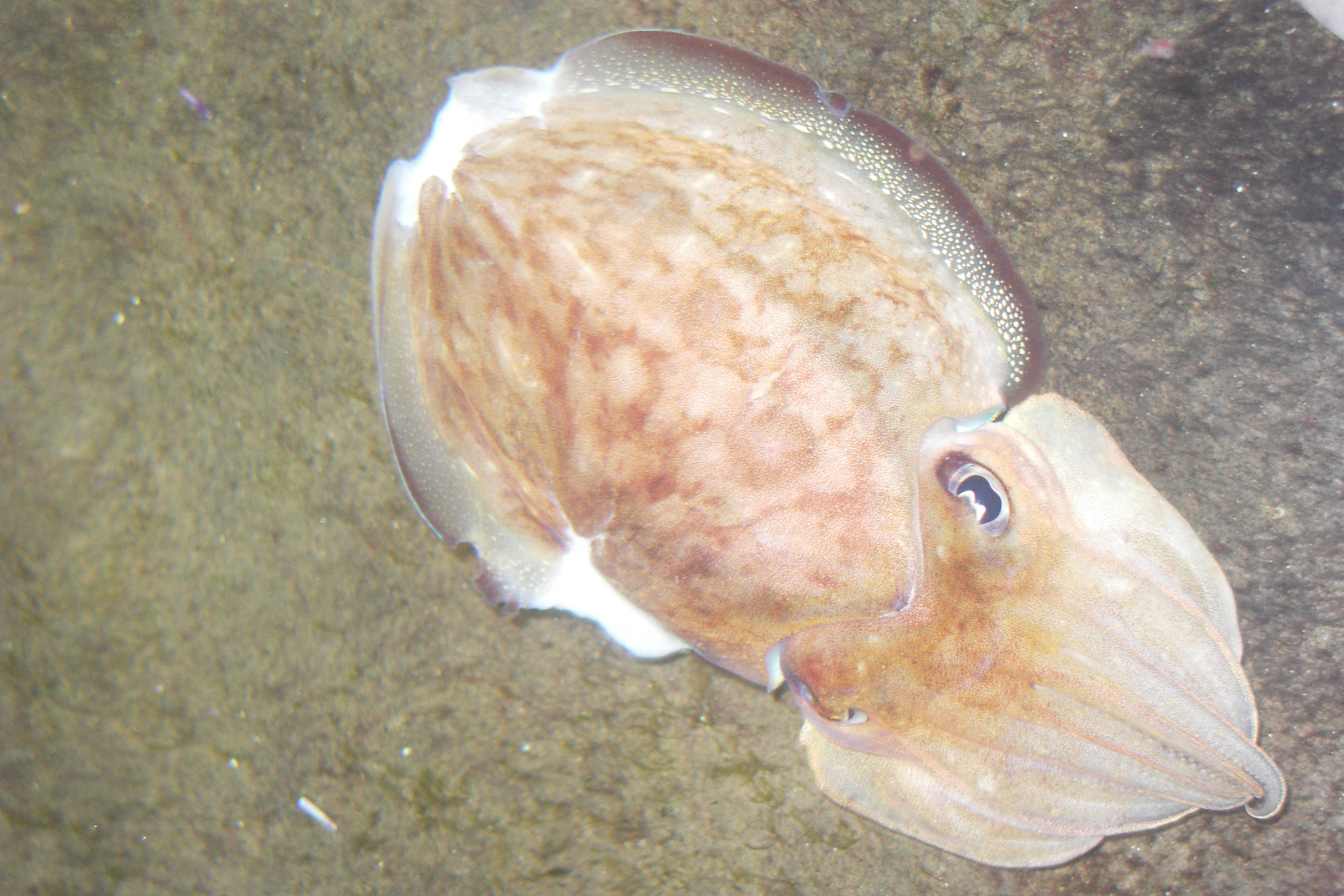
Du dessus.
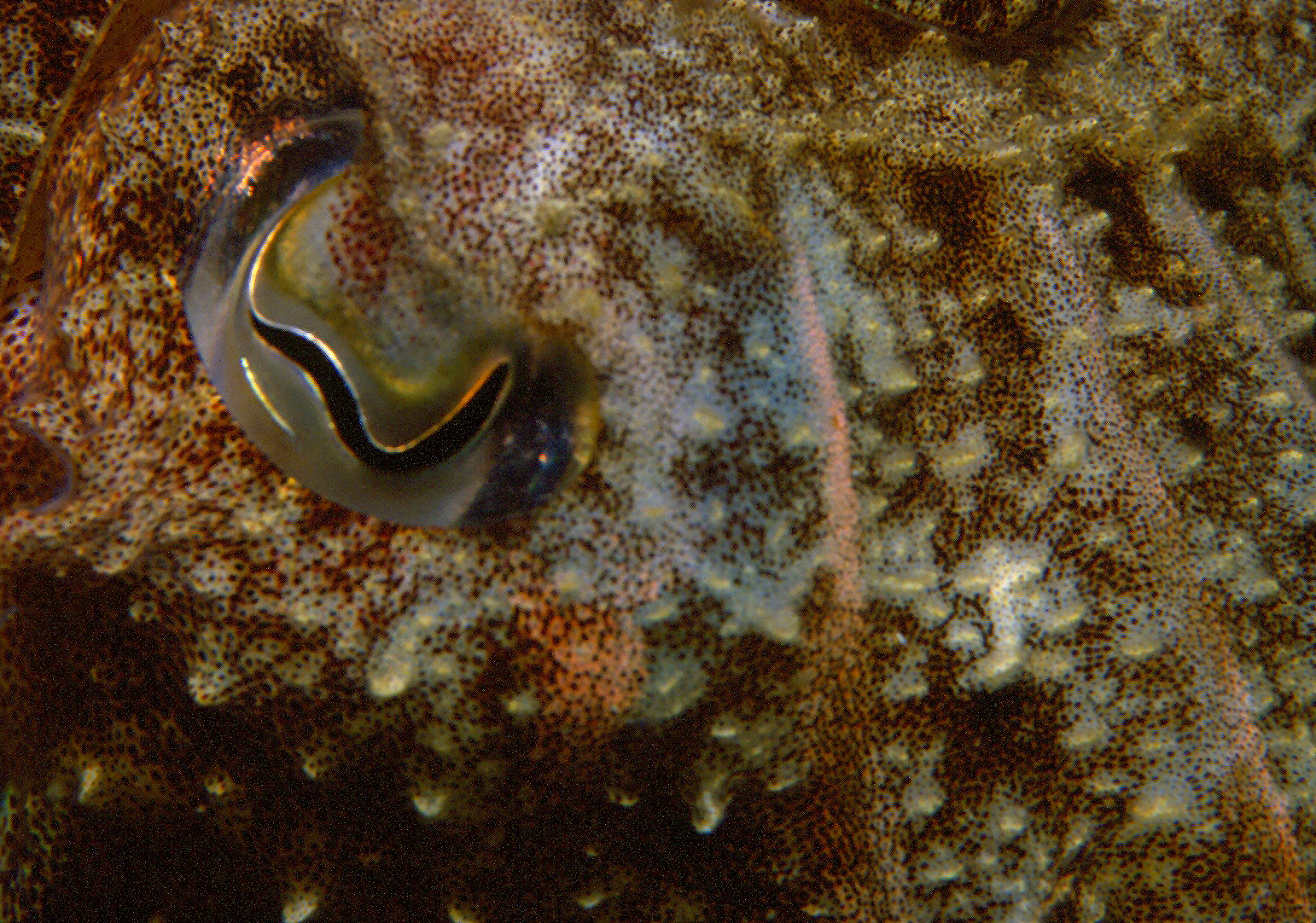
Gros plan sur l’œil.
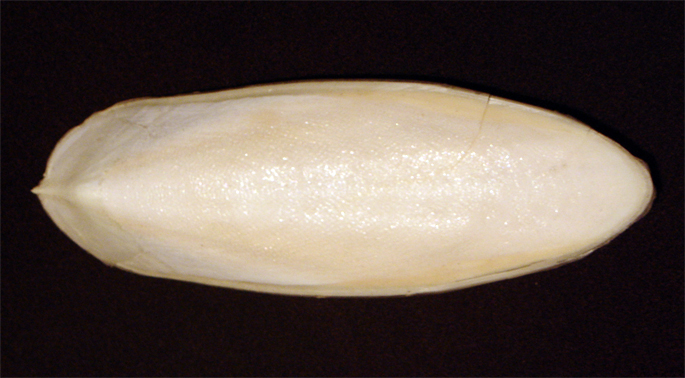
« Os de seiche » (ou « sépion »).
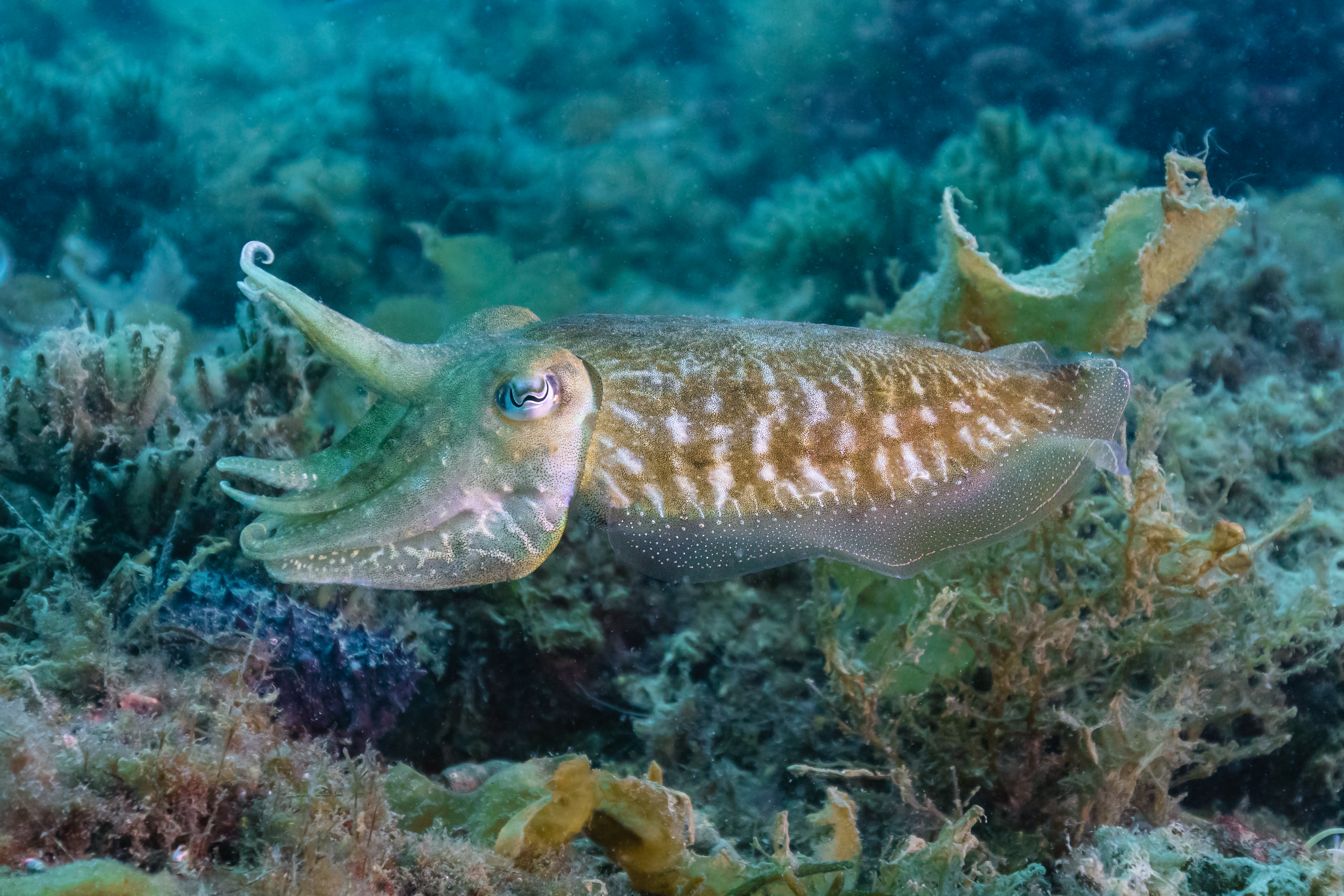
Une seiche commune dans le parc naturel de l'Arrábida.
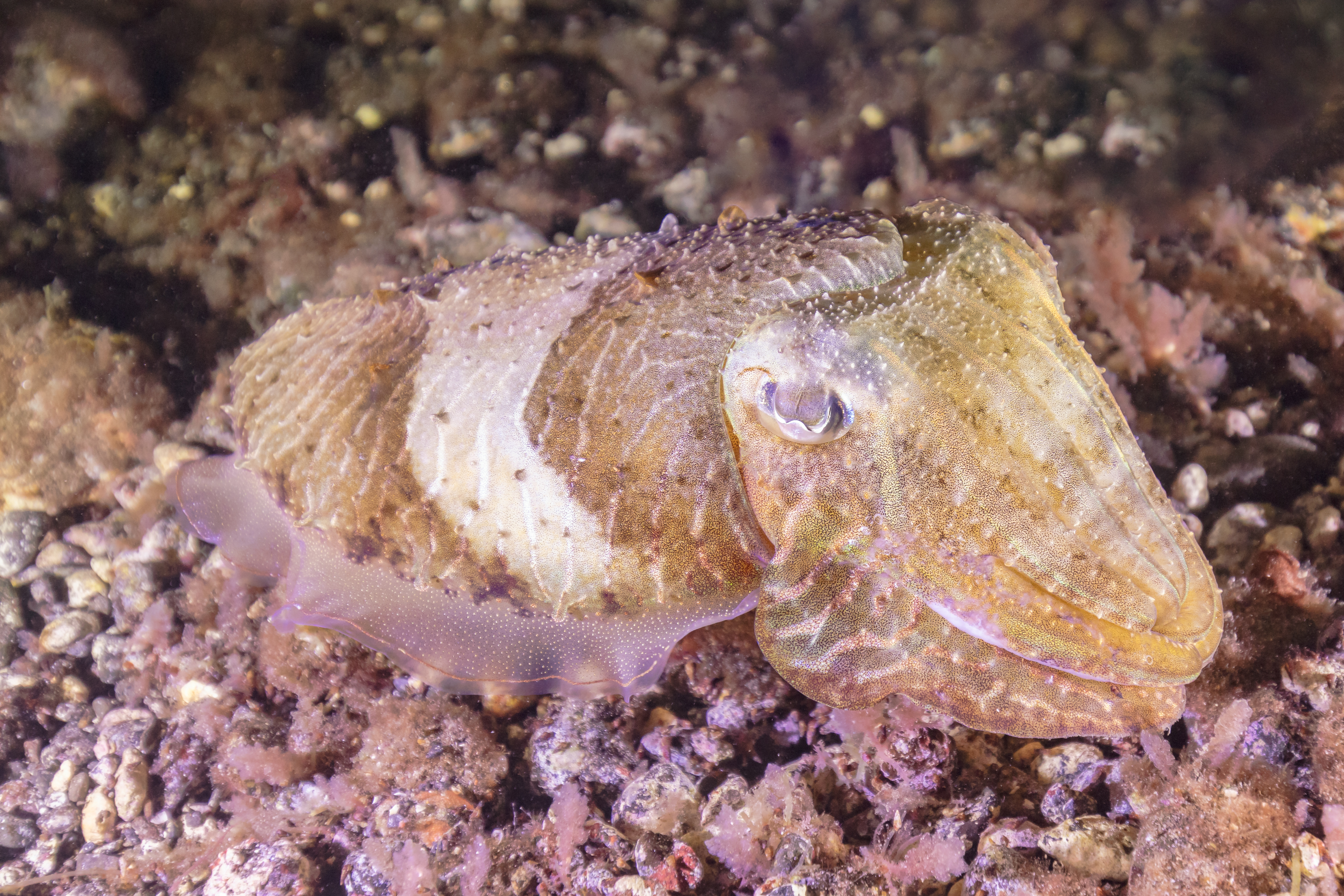
Une seiche commune au large de Tenerife, Espagne.
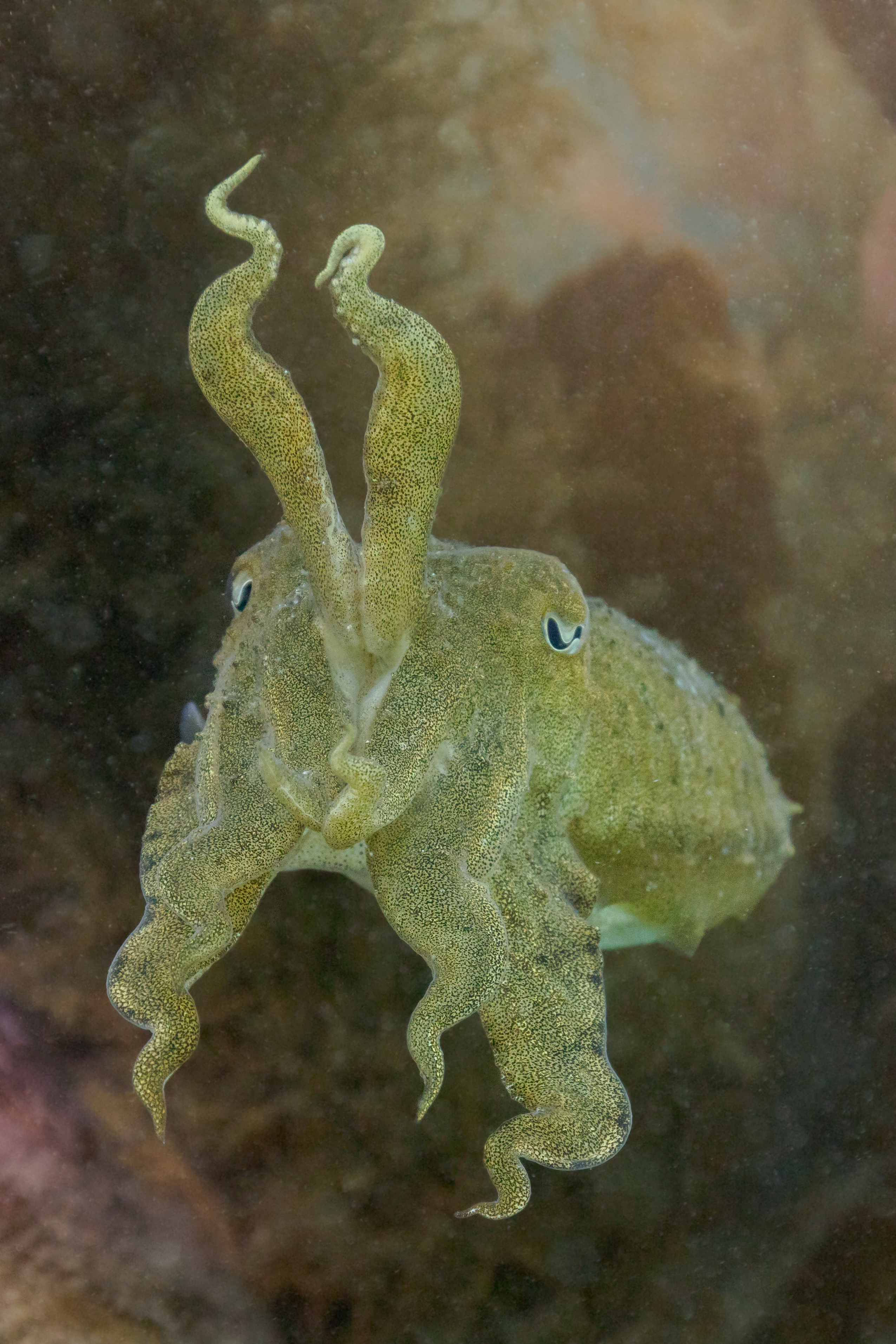
Seiche commune dans le parc naturel de l'Arrábida, Portugal. Septembre 2021.

- gestation : 1,5 à 3 mois
- nombre de jeunes / portée : 3 000 œufs par an
- nombre de portées / an : 200 à 300 œufs par femelle
- longévité : 1 an à 2 ans
  - en liberté : 21 mois.

C'est une espèce à dimorphisme sexuel. Les mâles possèdent un bras transformé, dépourvu de ventouses, contrairement à celui de la femelle. Par ailleurs, il est observé que les mâles ont des rayures aux bras les plus latéraux de la partie antérieure du manteau.

## Écologie et comportement

### Mobilité
Ses puissants muscles lui permettent de se déplacer rapidement en utilisant un système de siphon. Ce système est flexible et lui permet de se déplacer aussi bien en avant qu'en arrière (souvent observé lors de l'approche d'un plongeur). Les seiches ont aussi une frange de nageoires qui court autour de leurs corps. En ondulant cette frange, les seiches sont capables de nager, de ramper sur le fond marin et de s'orienter.

### Alimentation
La seiche est un prédateur qui ne mange que des proies vivantes (dont des juvéniles de ses propres prédateurs, ce qui est très rare chez les invertébrés). Elle chasse et mange des crustacés (crabes et crevettes surtout) et de petits poissons. Un cannibalisme est parfois observé, surtout en aquarium.
C'est une espèce chromatophore, atout qui lui permet de passer souvent inaperçue au vu des prédateurs.
Pour attraper une proie rapide, la seiche s'approche lentement de sa cible, puis ses 2 grands tentacules sont projetés vers sa cible avec une vélocité qui peut atteindre 2.5 m/s. Cela lui permet d'attraper ses proies à distance, tandis que ses 8 bras lui permettent alors de la maintenir en place. Pour une proie plus lente tel qu'un crabe, la seiche préfère un "saut" final plutôt que de projeter ses tentacules.

### Vision
La seiche utilise aussi la polarisation de la lumière pour des tâches impliquant la détection d'objets en mouvement, et peut-être pour la communication.

### Reproduction

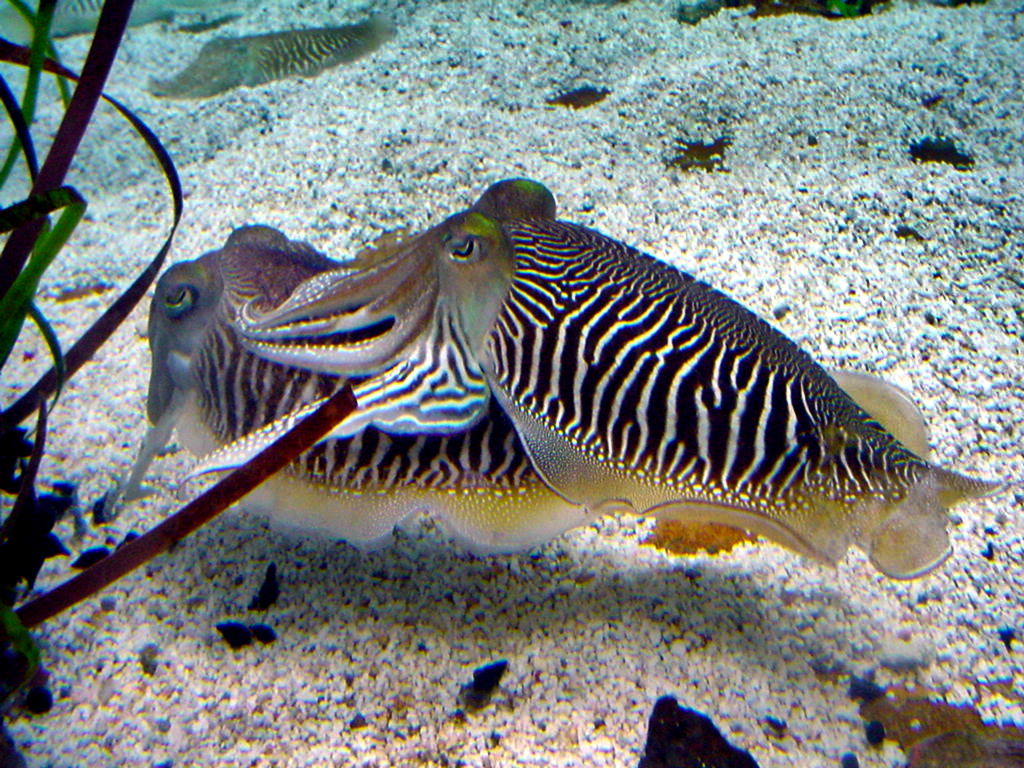
Accouplement.

Les seiches s'éloignent des côtes durant l'hiver et s'en rapprochent à partir du printemps, pour s'y reproduire. La seiche pond entre 150 et 4 000 œufs entre juin et juillet. Après la reproduction, les adultes meurent.

Durant la phase de reproduction, la seiche a recours à des danses nuptiales durant lesquelles elle change rapidement de couleur (passant par exemple de noir à vert fluo en quelques millisecondes). La femelle, après l'accouplement, gardera les œufs quelques jours, puis les pondra sur une surface abritée.
Il n'y a pas de stade larvaire chez les seiches : dès leur naissance, les nouveau-nés sont des copies conformes miniatures des adultes.

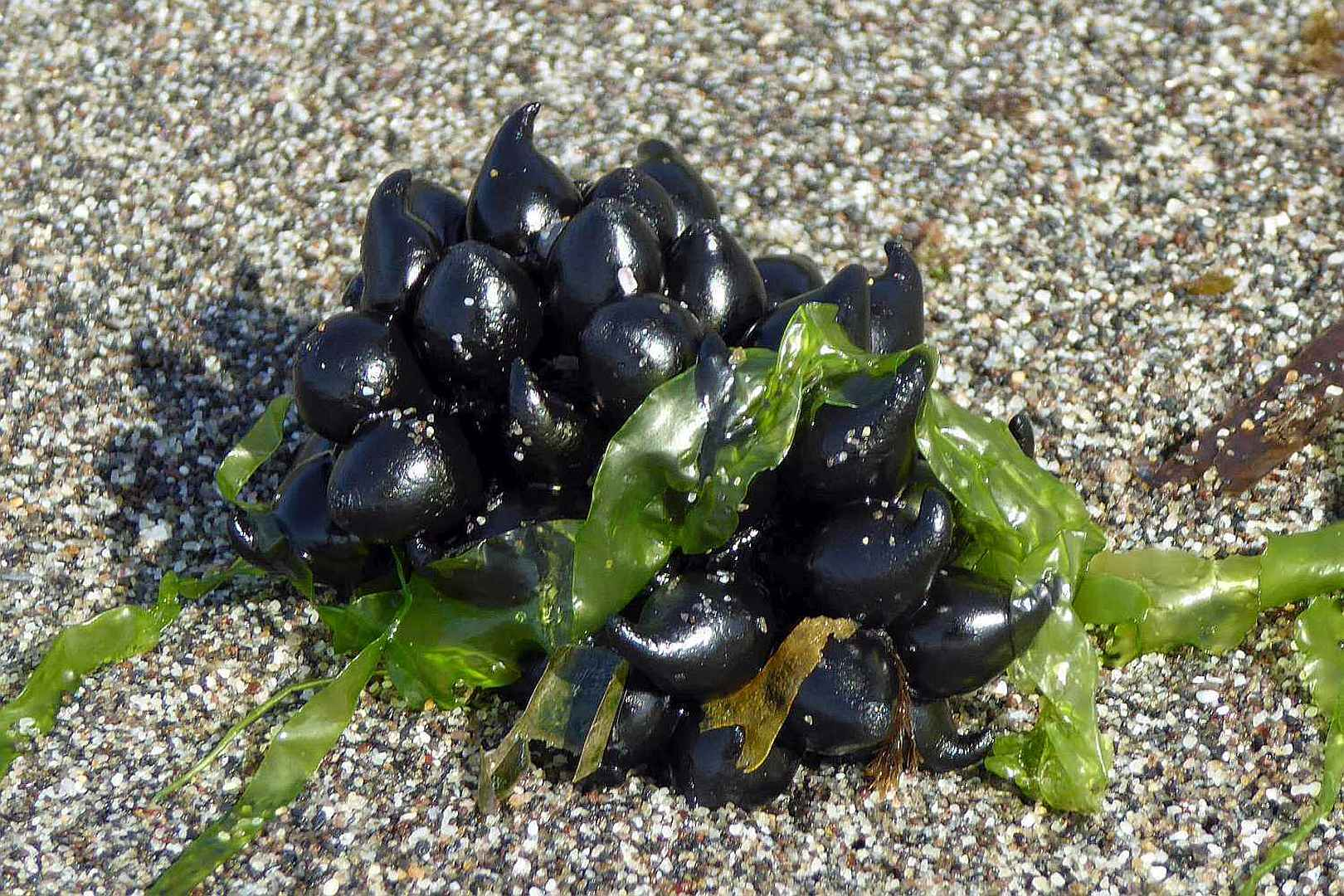
Œufs de seiche.

La maturité sexuelle est acquise à un an environ (légèrement plus précocement chez le mâle). L'accouplement se fait « tête à tête et ventouses entremêlées ». Le mâle dépose des spermatophores au moyen d'un bras dit « hectocotyle » (sans ventouses et contenant un canal, qui par contraction propulse les spermatophores dans les organes génitaux de la femelle). C'est l'un des bras ventraux, modifié chez le mâle.
Comme les pieuvres, les seiches vivent et meurent par cohortes (tous les individus de 2 ans meurent à la même période, avant la naissance de leurs petits), ce qui explique les apparitions épisodiques d'os de seiche sur les plages.

### Éthologie
Les seiches n'offrent pas de soins parentaux à leur progéniture. Les chercheurs se sont demandé si elles naissaient avec un instinct ou si elles apprenaient à la naissance, en matière de préférences alimentaires notamment. Les expérimentations ont montré que les jeunes seiches sont capables d'un apprentissage très précoce, y compris dans l'œuf. Elles ont des préférences alimentaires acquises dans la prime jeunesse, voire dans l'œuf, car la familiarisation à ces proies commence chez l'embryon qui perçoit déjà son environnement au travers de la membrane transparente de l'œuf. On pensait que l'embryon n'avait pas de mémoire à court terme mais il a montré des capacités à retenir certaines informations, au moins une semaine durant. En laboratoire, la seiche peut inhiber son comportement prédateur quand il n'est pas le plus efficace.

#### Capacité mémorielle et plasticité cérébrale
Des expériences sont conduites depuis les années 1990 aux États-Unis, en Italie, en Israël, en France et au Japon pour notamment étudier ses compétences mémorielles et ses compétences spatiales (stratégie dans un labyrinthe) exceptionnelles. Il a été montré que la mémoire de la seiche se développe précocement dans son ontogenèse. Son cerveau est encore plus gros proportionnellement que celui du poulpe. On a noté qu'il y a un dimorphisme sexuel cognitif, une différence entre mâles et femelles dans le choix des stratégies de réponse pour l'orientation dans un labyrinthe, comme chez l'humain, les primates, le rat ou l'oiseau.
La mémoire de la seiche et sa plasticité sont étudiées y compris in ovo (dans l'œuf).
Son adolescence est longue, ce qui est fréquent chez les espèces dotées de capacités importantes d'apprentissage. Elle dispose d'une mémoire de court terme les premiers jours, et d'une mémoire à long terme qui se développe au cours de ses premiers mois de vie. Elle dispose d'une structure particulière du cerveau (dite lobe vertical ou complexe vertical), associative, qui joue un rôle dans la mémorisation.
Elle a une préférence alimentaire, qu'on peut modifier, par l'"éducation" en laboratoire en fonction des proies disponibles ou accessibles dans son milieu. Le neurone géant découvert chez le calmar, a également été trouvé dans le cerveau de la seiche.
Une étude publiée en 2021 démontre que cette espèce réussit avec succès des tests d'intelligence destinés aux enfants, notamment sur la capacité de patienter plus longtemps pour une meilleure récompense, ou contrôle de soi.
Il existe des preuves substantielles de la sentience chez les seiches. En effet, il existe un très haut niveau de preuve que les seiches possèdent des régions cérébrales intégratives (en l’occurrence, le lobe vertical) et qu'elles sont capables d'un apprentissage associatif qui va au-delà de l'habituation et de la sensibilisation, ainsi qu'un haut niveau de preuve qu'elles possèdent des nocicepteurs et qu'il existe des connexions entre ces nocicepteurs et les régions cérébrales intégratives.

#### Capacité mimétique
Comme la pieuvre, la seiche est dotée d'une vue sophistiquée et elle change de couleur pour se fondre dans son environnement ou pour exprimer des « sentiments ». Elle peut aussi en quelques millisecondes modifier la texture de sa peau et imiter la granularité de leur environnement. La peau des céphalopodes est en effet entièrement dotée d’une triple couche de leucophores (réfléchissant uniformément la lumière), d’iridophores (source de couleurs iridescentes par diffraction différentiée de la lumière) puis de chromatophores (qui, sous l'action du cerveau permettent à la peau de changer brusquement de couleur, en arborant des motifs colorés parfois très complexes). Les chromatophores « contractiles », permettent à la peau de l’animal de générer de petites cornes et d’autres pustules mimétiques imitant des algues, du sable, du gravier, une roche ou une croûte d'organismes marins... La seiche peut aussi « coder » ses motifs cutanés dans des longueurs d’onde que nous ne voyons pas, ce qui lui permet probablement aussi de communiquer entre individus via la couleur de leur peau. La peau de certaines seiches peut même générer des motifs en mouvement imitant les reflets de vagues en mouvement.
Ceci fait de cet animal une source d'inspiration pour le biomimétisme et pour la robotique molle, qui pourrait « bientôt » peu à  peu intégrer une « cape d'invisibilité » avec une peau se colorant à la manière d’un écran LCD souple et modifiant sa forme, comme le montrent Pikul et al., en octobre 2017, dans la revue américaine Science : ils ont en effet obtenu des textures complexes au relief modifiable, sur une « peau » artificielle à base de silicone. En 2017, les possibilités de transformation bi- ou tri-dimensionnelles programmables de surfaces élastiques et colorées sont encore très rudimentaires, mais, par exemple, associées à un réseau de neurones artificiels, elles laissent entrevoir un nouveau champ du possible. Dans ce cas, ce sont des membranes élastomères enrobées de mailles textiles inextensibles et peuvent être plus ou moins « gonflées » pour prendre des formes pré-programmées,.

## Habitat et répartition
Cette espèce est largement répartie dans tout l'océan Atlantique, de la Baltique à l'Afrique du Sud (DORIS (11 avril 2016)). Elle est également présente en Méditerranée.
On trouve la seiche commune dans différents milieux sur le plateau continental, souvent à profondeur moyenne, principalement sur les fonds sableux (où sa forme aplatie et sa coloration lui permettent de passer inaperçue) et dans les herbiers, souvent près de la surface mais aussi jusqu'à 200 m de profondeur (DORIS (11 avril 2016)). La femelle dépose ses œufs sur les côtes.
Elle migre (s'éloigne du littoral en hiver pour revenir y pondre en été). On ne connaît pas encore comment ses migrations s'effectuent (revient-elle à l'endroit où elle est née pour y mourir après avoir pondu ?).

## Classification
Il existe deux sous-espèces, selon World Register of Marine Species (11 avril 2016) :
- sous-espèce Sepia officinalis officinalis Linnaeus, 1758
- sous-espèce Sepia officinalis vermiculata Quoy & Gaimard, 1832

## Relations avec l'espèce humaine

### Pêche
Ce mollusque, relativement abondant fait l'objet d'une pêche intensive (de 2 000 à 10 000 tonnes par an en Manche). Il est présenté dans le commerce ou dans les assiettes des restaurateurs sous le nom de seiche bien sûr, mais aussi et abusivement sous le nom d'encornet.
La pêche de la seiche se pratique traditionnellement avec un hameçon spécial, la turlutte dite aussi calamarette. En Bretagne, la seiche est connue sous le nom de morgate ou margatte.

### État des populations, menaces, pressions
On ne dispose pas d'étude exhaustive évaluant ses populations, mais c'est une des espèces qui peuvent localement être victimes d'une surpêche, ainsi que de la pollution des littoraux et des ports. Le recul des herbiers marins et les perturbateurs endocriniens l'affectent probablement également.